# Svend Thorhauge
Svend Thorhauge (født i 1971 i Holstebro) er en dansk præst, som fra 2015 til 2021 var landsformand for Radikale Venstre.

## Baggrund
Svend Thorhauge er opvokset i Jylland og i Grønland. Han er i dag bosat i Ry med sin kone og parrets tre børn.

## Politisk karriere
Svend Thorhauge blev ved Det Radikale Venstres landsmøde 20. september 2015 valgt som partiets landsformand. Han annoncerede i april 2021 at han ikke ville genopstille ved partiets landsmøde i september 2021. Fra 2012-2015 var han folketingskandidat i Østjyllands Storkreds for Det Radikale Venstre i Skanderborg, Odder og Samsø. I 2013 stillede han op til regionsrådsvalget i Region Midtjylland for Det Radikale Venstre og fik 1.661 stemmer. Han har desuden i en årrække været engageret i det radikale bagland, hvor han har varetaget en lang række tillidsposter. Svend Thorhauge har været medlem af Europanævnet, Skatterådet og demokratikommissionen.

## Karriere uden for politik
Svend Thorhauge er i maj 2024 indsat som ny præst for Tornby og Vidstrup sogne. I tiden efter han stoppede som landsformand var Svend Thorhauge leder af læreruddannelsen på VIA i Aarhus. Svend Thorhauge var frem til 2019 ansat som daglig leder ved Akademiet for Talentfulde Unge – Region Midt. I 2004 arbejdede han som leder af Kulturnatten i Aarhus. Fra 2004 til 2008 var han ansat som forstander på Ry Højskole. Han var efterfølgende med til at starte Mungo Park i Kolding, hvor han også arbejdede som producent frem til 2010, hvorefter han frem til 2012 var en del af ledelsen på Brøruphus Efterskole. Svend Thorhauge har studeret ved Institut for Statskundskab og ved Teologisk Fakultet på Aarhus Universitet. Som statskundskabsstuderende var han med til at opstarte det socialteoretiske tidsskrift, Distinktion, som i dag udgives af Taylor & Francis (en) i London. Han har siden slutningen af 1980'erne været engageret i dansk kulturliv, aktiv som politisk debattør og foredragsholder.

## Tillidsposter
- Landsformand, Det Radikale Venstre, 2015-2021
- Næstformand, Efterskolen for Scenekunst, 2015-
- Næstformand i det radikale kandidatnetværk, 2014–2015
- Styrelsesmedlem i det radikale uddannelses- og forskningsforum, 2014–
- Bestyrelsesmedlem, Ikast-Brande Gymnasium, 2014–
- Topkandidat til Region Midtjylland, Det Radikale Venstre, 2013
- Folketingskandidat, Det Radikale Venstre, 2012–2015
- Mentor, Dansk Jurist- og Økonomforbund, 2011–
- Bestyrelsesmedlem, Roskilde Festival Højskole 2009–, (næstformand siden 2011)
- Redaktør, Distinktion – Scandinavian Journal of Social Theory 2000–
- Formand for Sammenslutningen af boliginteressentskaber og andelsforeninger 1997–2004
- Tilknyttet Kommunalpolitisk følgegruppe, Århus Radikale Venstre 1997–2000
- Bestyrelsesmedlem, Århus Radikale Vælgerforening, 1999–2000
- Bestyrelsesmedlem, Det Radikale Venstre i Århus Amt, 1998–1999